# Ramon Brugada
Ramon Brugada-Terradellas (* 1966 in Banyoles) ist ein spanischer Kardiologe. Er ist wesentlich an der Erforschung der molekularbiologischen Grundlagen vererbter Herzrhythmusstörungen beteiligt, u. a. des familiären Vorhofflimmerns, des Short-QT-Syndroms und des Brugada-Syndroms. Das Brugada-Syndrom (auch Brugada-Brugada-Syndrom) ist eine seltene und meist vererbte Ionenkanalerkrankung des Herzens, die bei scheinbar völlig herzgesunden Menschen zum plötzlichen Herztod meist im frühen Erwachsenenalter führen kann. Es wurde 1992 von Ramons älteren Brüdern Pedro und Josep Brugada beschrieben.

## Leben
Ramon Brugada wurde als letztes von vier Kindern von Ramon Brugada (1925–1999) und Pepita Brugada, geb. Terradellas, geboren.
Ramon beendete sein Medizinstudium 1990 in Spanien und ging 1992 in die USA, um dort Kardiologe zu werden. Nach verschiedenen Stationen als Assistant Professor of Medicine am Baylor College of Medicine in Houston (Texas), Associate Professor of Medicine am Unstate University Medical Center in Syracuse (New York) sowie Director of Molecular Genetics Program im Masonic Medical Research Laboratory in Utica (New York) ist er derzeit (Stand 2007) Director of Clinical Cardiovascular Genetics Center im Montreal Heart Institute und Associate Professor of Medicine an der Université de Montréal in Montreal. Für seine Arbeiten hat er zahlreiche Preise erhalten.